# Superman: Krypton Coaster
Superman: Krypton Coaster is een stalen vloerloze achtbaan in het pretpark Six Flags Fiesta Texas in de Amerikaanse stad San Antonio. Het was een van de vier vloerloze achtbanen gebouwd door Bolliger & Mabillard in het jaar 2000. De achtbaan heeft de hoogste looping ter wereld, met een hoogte van 44 meter hoog.

## Galerij

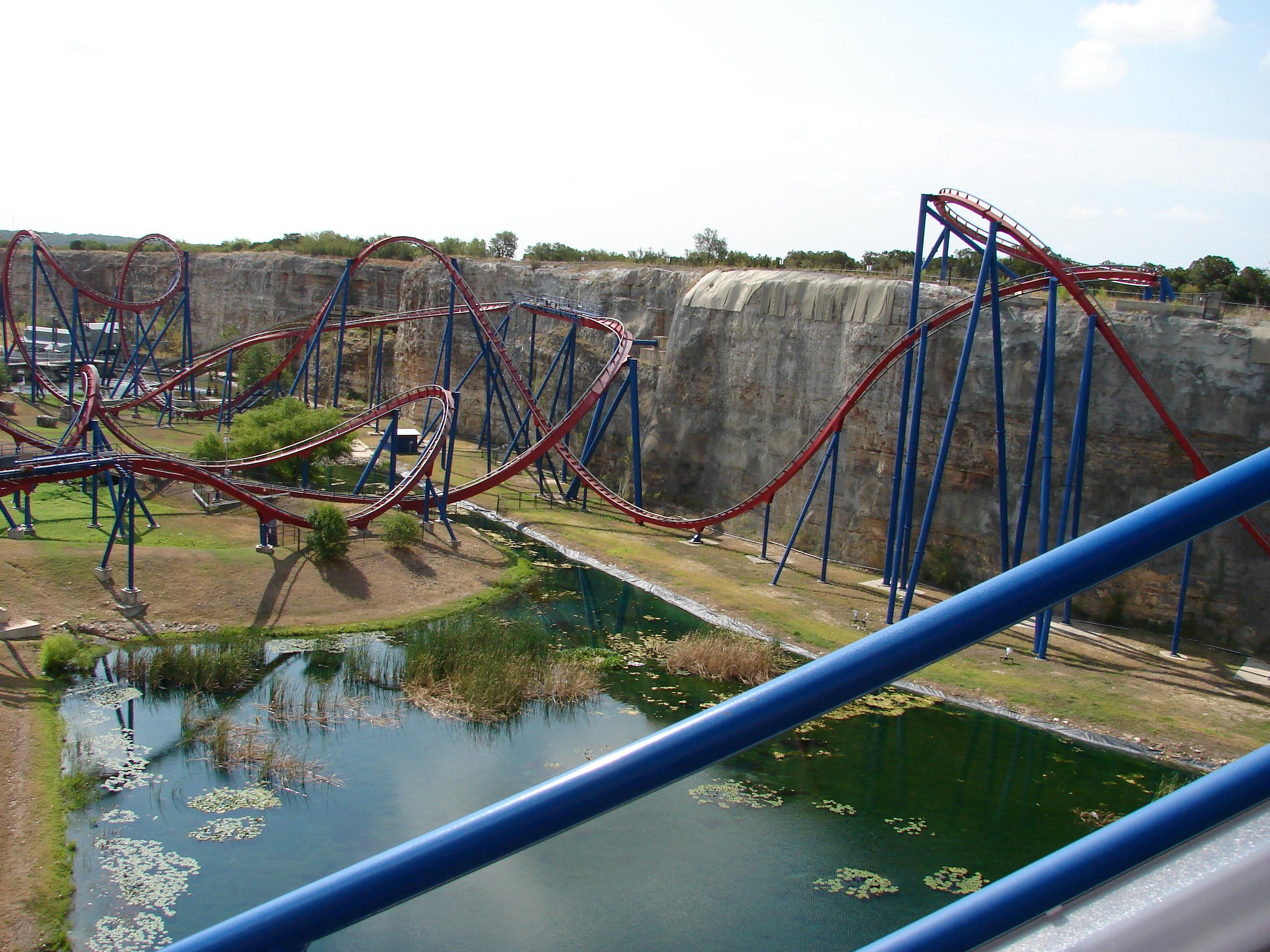
De baan
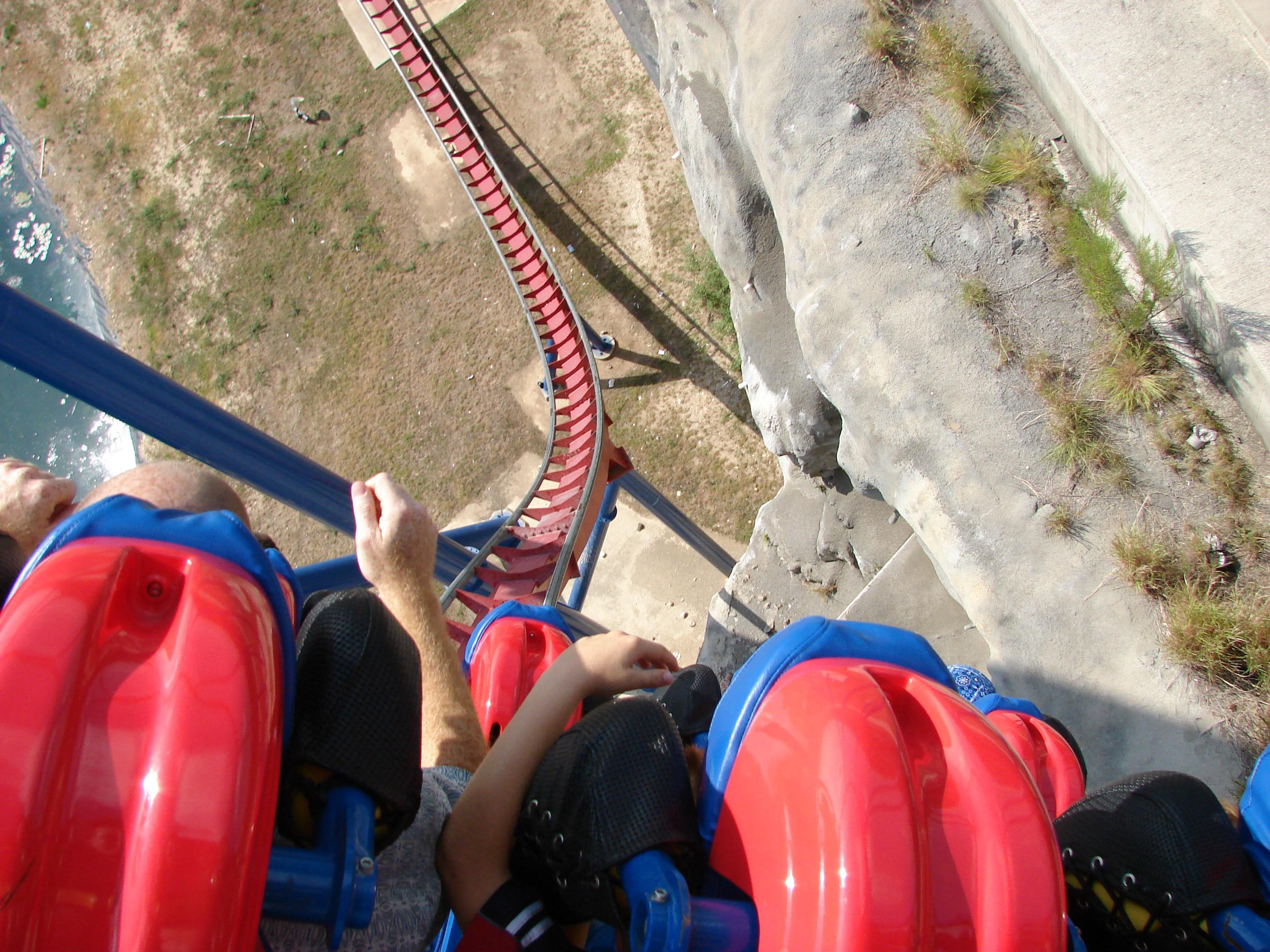
De eerste val
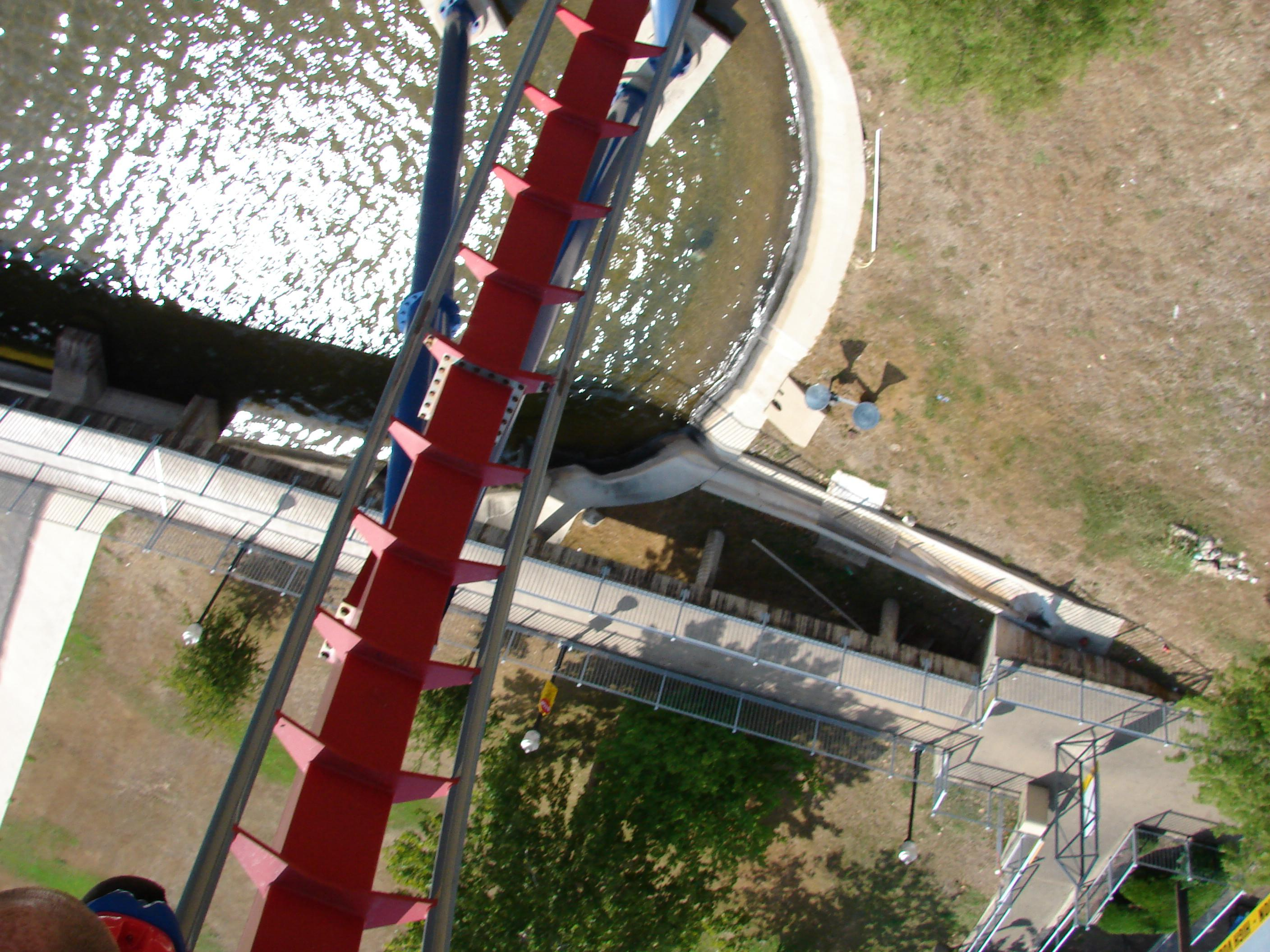
De looping